# Chromadora brevipapillata
Chromadora brevipapillata är en rundmaskart som beskrevs av Heinrich Micoletzky 1924. Chromadora brevipapillata ingår i släktet Chromadora och familjen Chromadoridae. Inga underarter finns listade i Catalogue of Life.